# Aloe nuttii
Aloe nuttii é uma espécie de liliopsida do gênero Aloe, pertencente à família Asphodelaceae.